# Jean-François Leuba
Pour les articles homonymes, voir Leuba.
Jean-François Leuba, né le 16 juillet 1934 à Lausanne (originaire de Buttes et de Puidoux) et mort le 22 octobre 2004 dans la même ville, est une personnalité politique suisse, membre du Parti libéral. Il est député du canton de Vaud au Conseil national de 1987 à 1998 et en est le président en 1995.

## Biographie
Jean-François Leuba naît le 16 juillet 1934 à Lausanne. Il est originaire de Buttes, dans le canton de Neuchâtel, et de Puidoux, dans le canton de Vaud.  
Il étudie le droit aux universités de Lausanne et de Heidelberg. Pendant ses études, il est membre de la société d'étudiants Zofingue. Après avoir obtenu son doctorat en 1962, il devient avocat en 1965 et le reste jusqu'à son élection au Conseil d'État. Il meurt le 22 octobre 2004 à Lausanne. 

## Parcours politique
Membre du Parti libéral, Jean-François Leuba est membre du Conseil communal de Puidoux de 1970 à 1978 et le préside en 1974-1975. En 1973, il devient président du Parti libéral vaudois et, en 1974, député au Grand Conseil du canton de Vaud. 
Il abandonne ces deux fonctions en 1978 à la suite de son élection au Conseil d'État. Il y est chef du département de justice et police de mars 1978 à mars 1990. C'est sous sa direction qu'est construit en 1986 le bâtiment du Tribunal cantonal à l'Hermitage, à Lausanne, et qu'est créé le Tribunal administratif vaudois cinq ans plus tard. 
Il est conseiller national de 1987 à 1998. Il est président du groupe libéral aux Chambres fédérales de 1991 à 1994. En 1994, il est élu à la vice-président du Conseil national alors qu'il n'est pas candidat, le poste revenant, selon le tournus des présidences, à l'Alliance des Indépendants, qui avait choisi de présenter le saint-gallois Franz Jaeger. Il assume la présidence du Conseil national de décembre 1995 à novembre 1996,. Pendant son année présidentielle, il se rend à Madrid où il rencontre le premier ministre José María Aznar. Il démissionne du Conseil national en 1998, en cours de législature, et son collègue de parti Serge Beck lui succède.
De 1999 à 2002, il est le co-président de l'Assemblée constituante vaudoise avec le radical René Perdrix et la socialiste Yvette Jaggi,.
En 1997, le Conseil fédéral le nomme président de l'Assemblée interjurassienne pour remplacer le socialiste René Felber, démissionnaire. Il démissionne en 2002, laissant la place au radical Serge Sierro. Lors de son départ, il se dit convaincu que la population du Jura bernois ne veut pas d'un grand canton du Jura à six districts. 

## Famille
Jean-François Leuba est le père du conseiller d'État vaudois Philippe Leuba.